# Lewski (gmina)
Lewski (bułg. Община Левски) – gmina w północnej Bułgarii, w obwodzie Plewen.

## Miejscowości
Miejscowości wchodzące w skład gminy Lewski:
- Asenowci (bułg.: Aсеновци),
- Asparuchowo (bułg.: Aспарухово),
- Bożurłuk (bułg.: Божурлук),
- Byłgarene (bułg.: Българене),
- Gradiszte (bułg.: Градище),
- Izgrew (bułg.: Изгрев),
- Kozar Belene (bułg.: Козар Белене),
- Lewski (bułg.: Левски) – siedziba gminy,
- Małczika (bułg.: Малчика),
- Obnowa (bułg.: Обнова),
- Steżerowo (bułg.: Стежерово),
- Trynczowica (bułg.: Трънчовица),
- Warana (bułg.: Варана).